# Sevenoaks
Sevenoaks és un poble i parròquia civil del districte de Sevenoaks, Kent, Anglaterra. Té una població de 31.221 habitants i districte de 119.142.